# Synaptidae
Holothuries synaptides, Holothuries-serpents
Famille
Synonymes
- Oncinolabidae Semper, 1867[2]

Les Synaptidae, communément appelés holothuries synaptides ou « holothuries-serpents » en raison de leur forme allongée, sont une famille d'holothuries (concombres de mer), de l'ordre des Apodida.

## Caractéristiques
Les holothuries synaptides sont pour la plupart des holothuries vagiles de forme très allongée (voire serpentiforme, le Cordon mauresque mesurant jusqu'à 3 m), munies de nombreux tentacules buccaux pinnés ou rarement digités. Ils n'ont ni podia ni canaux radiaux, et se déplacent par contractions du corps, un peu comme des vers. Ils n'ont pas non plus d'appareil respiratoire complexe comme les autres holothuries, et respirent et excrètent directement à travers leur peau. Leurs ossicules sont en forme d'ancres et de plaques d'ancres, et présentent parfois des amas.
Cette famille contient à la fois la plus petite espèce connue (Rhabdomolgus ruber, qui ne mesure que quelques millimètres à l'âge adulte) et la plus longue (Synapta maculata, qui peut dépasser 3 mètres). 

## Liste des genres
Selon World Register of Marine Species (1 octobre 2020) :
- genre Anapta Semper, 1867 -- 3 espèces
- genre Dactylapta Clark, 1908 -- 1 espèce
- genre Eoleptosynapta Reich in Reich & Ansorge, 2014 †
- genre Eorynkatorpa Reich in Reich & Ansorge, 2014 †
- genre Epitomapta Heding, 1928 -- 4 espèces
- genre Euapta Östergren, 1898 -- 5 espèces
- genre Eupatinapta Heding, 1928 -- 2 espèces
- genre Labidoplax Östergren, 1898 -- 5 espèces
- genre Leptosynapta Verrill, 1867 -- 32 espèces
- genre Oestergrenia Heding, 1931 -- 9 espèces
- genre Opheodesoma Fisher, 1907 -- 9 espèces
- genre Patinapta Heding, 1928 -- 6 espèces
- genre Polyplectana Clark, 1908 -- 12 espèces
- genre Protankyra Östergren, 1898 -- 37 espèces
- genre Rhabdomolgus Keferstein, 1862 -- 1 espèce
- genre Rynkatorpa Rowe & Pawson, 1967 -- 13 espèces
- genre Synapta Eschscholtz, 1829 -- 2 espèces
- genre Synaptula Örstedt, 1849 -- 29 espèces
- genre Yemoja Martins & Souto, 2020 -- 1 espèce

## Galerie

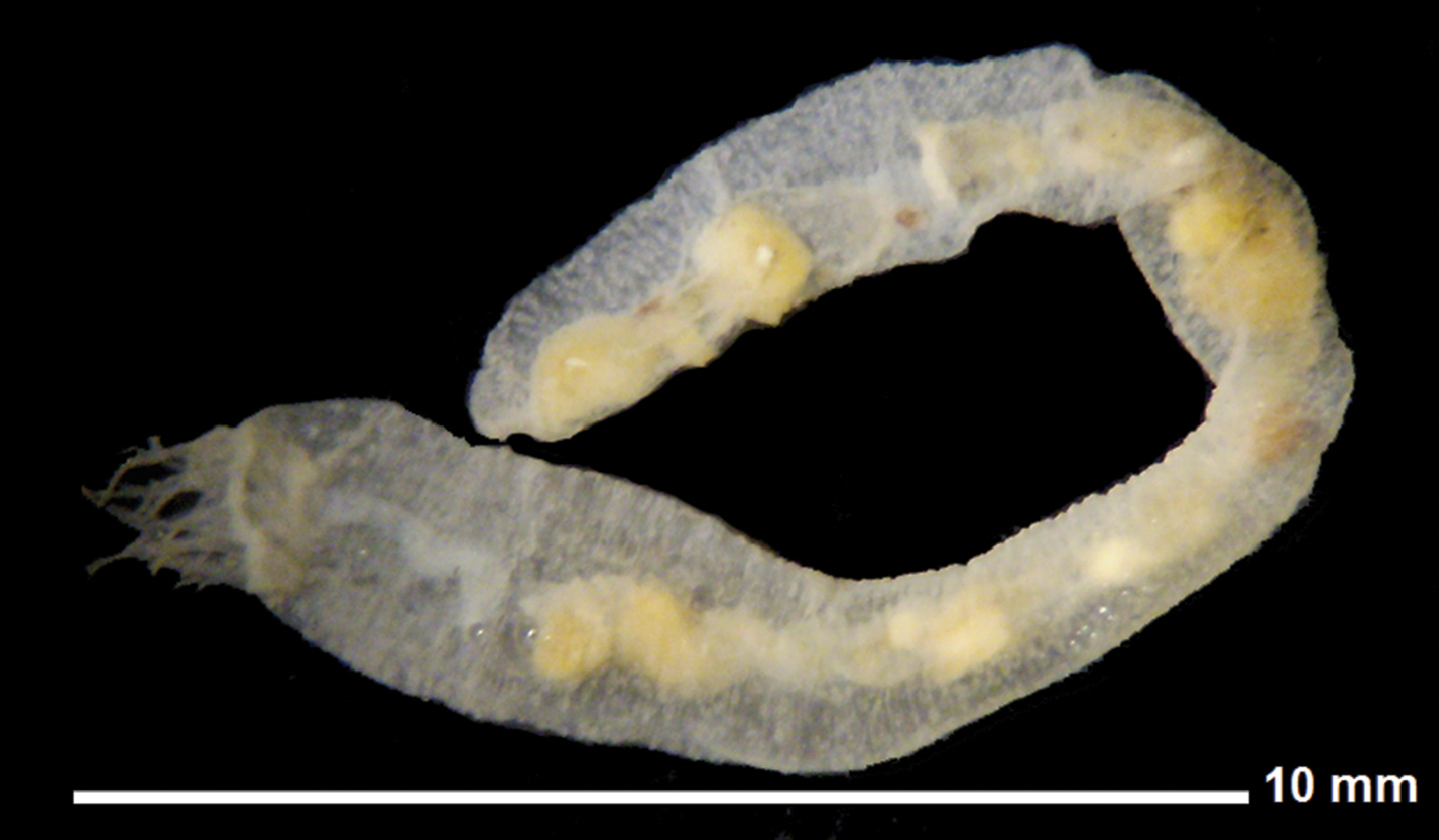
Epitomapta simentalae
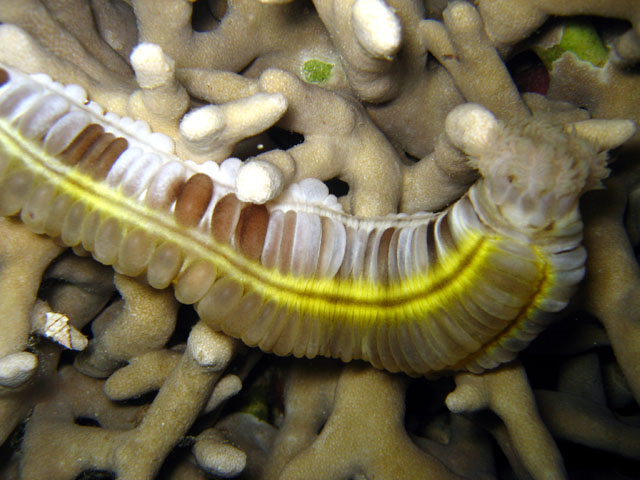
Euapta godeffroyi (« Holothurie-serpent collante »).
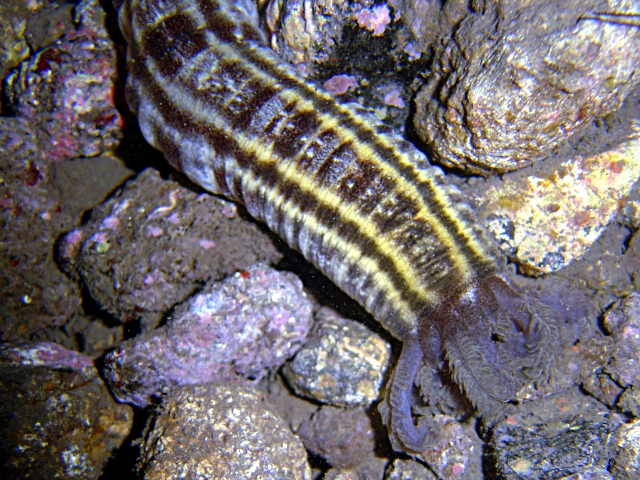
Euapta lappa.
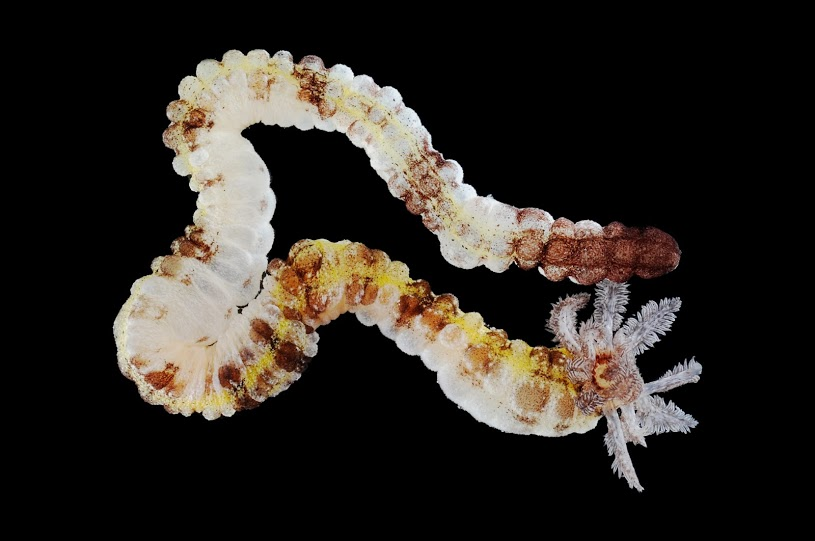
Euapta tahitiensis.
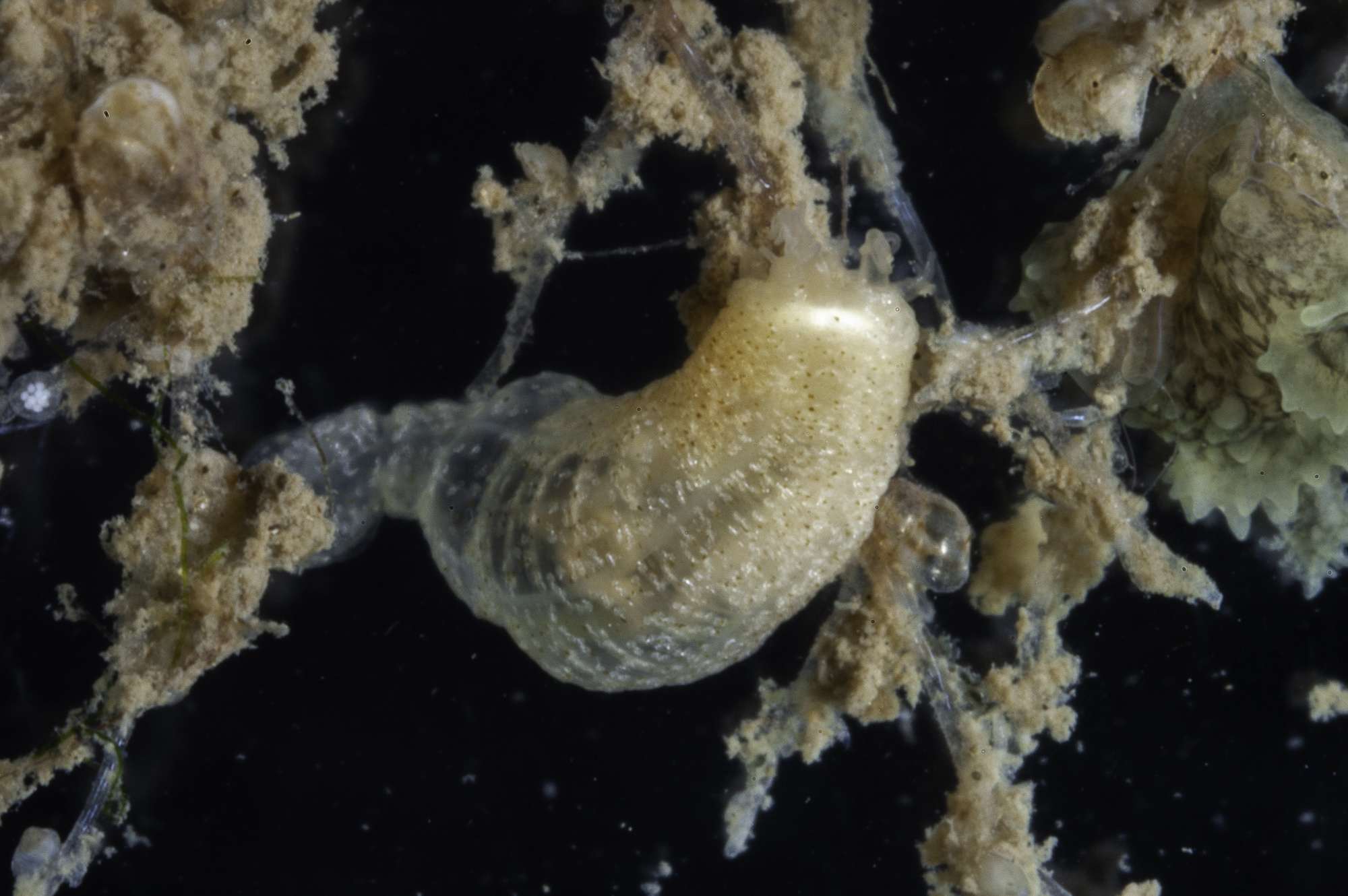
Labidoplax media.
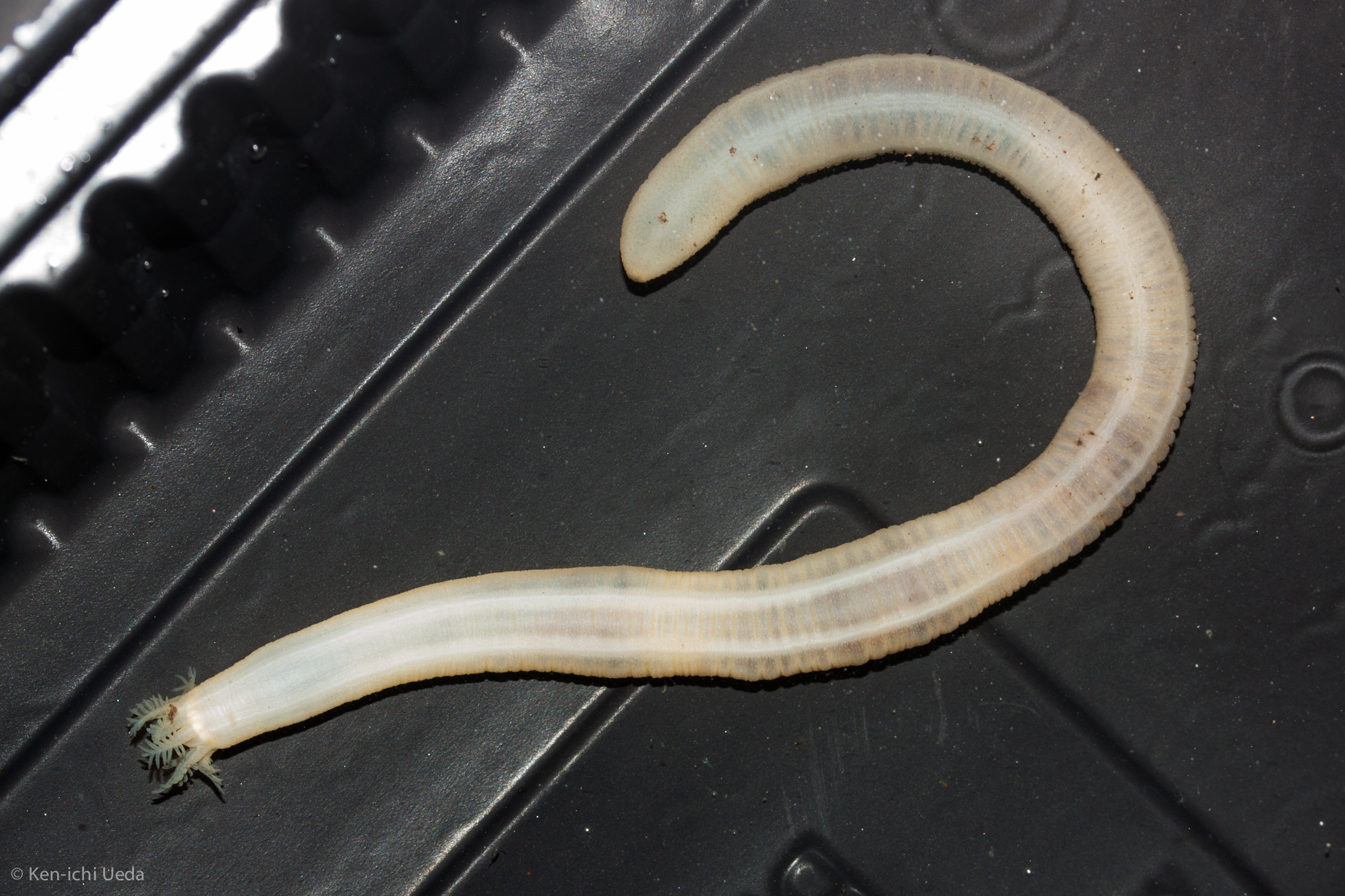
Leptosynapta albicans.
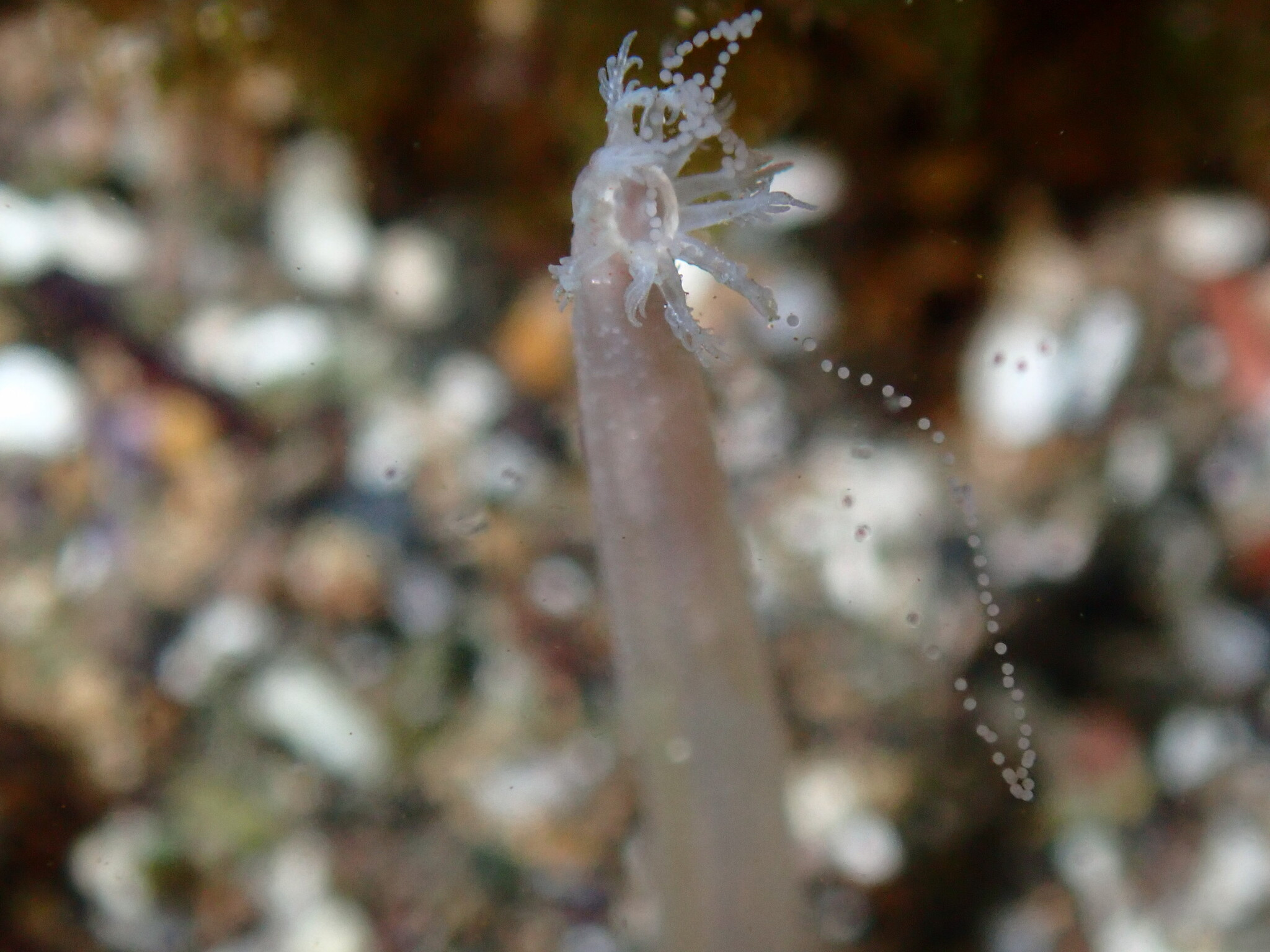
Leptosynapta inhaerens.
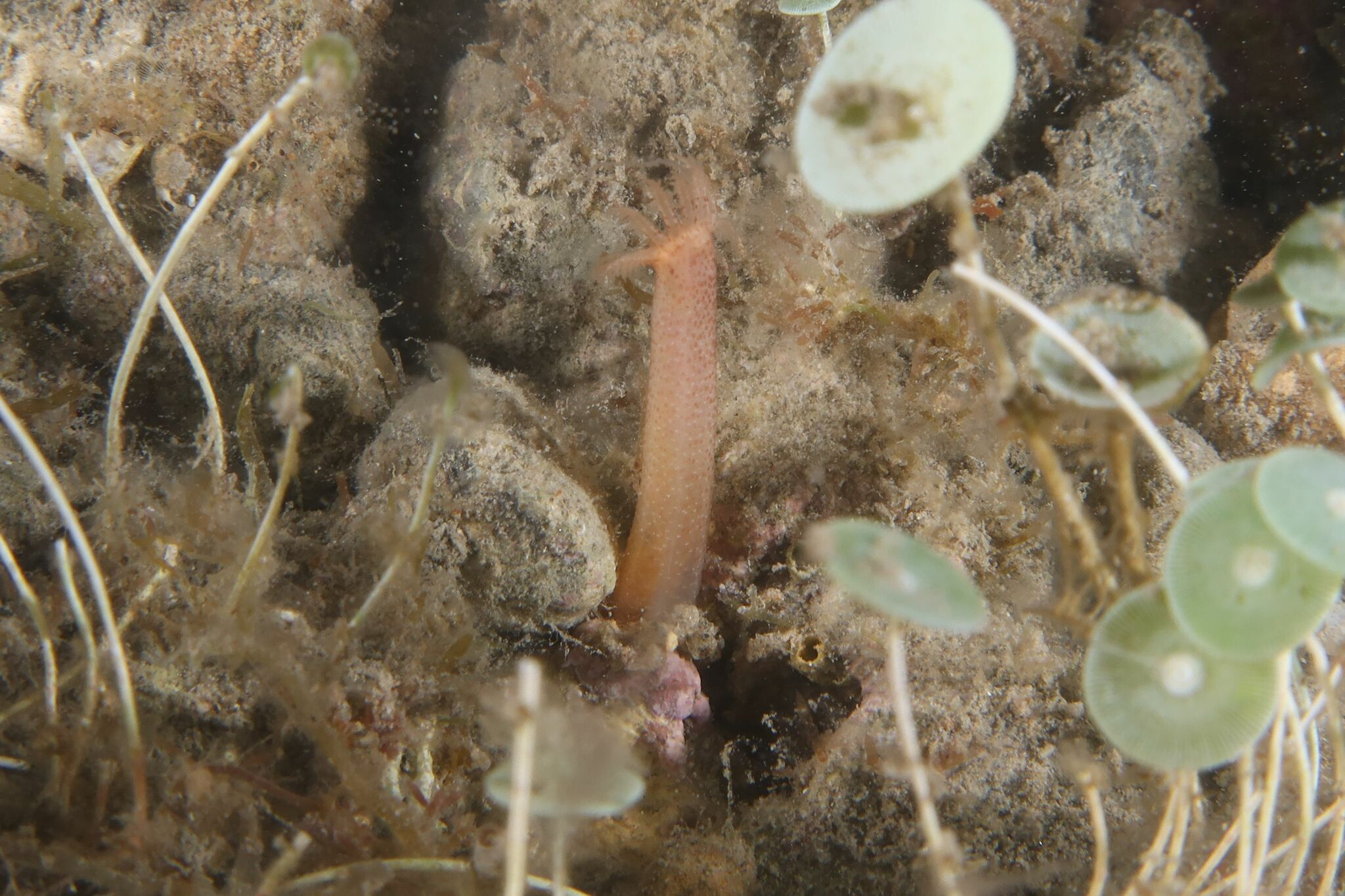
Oestergrenia digitata.
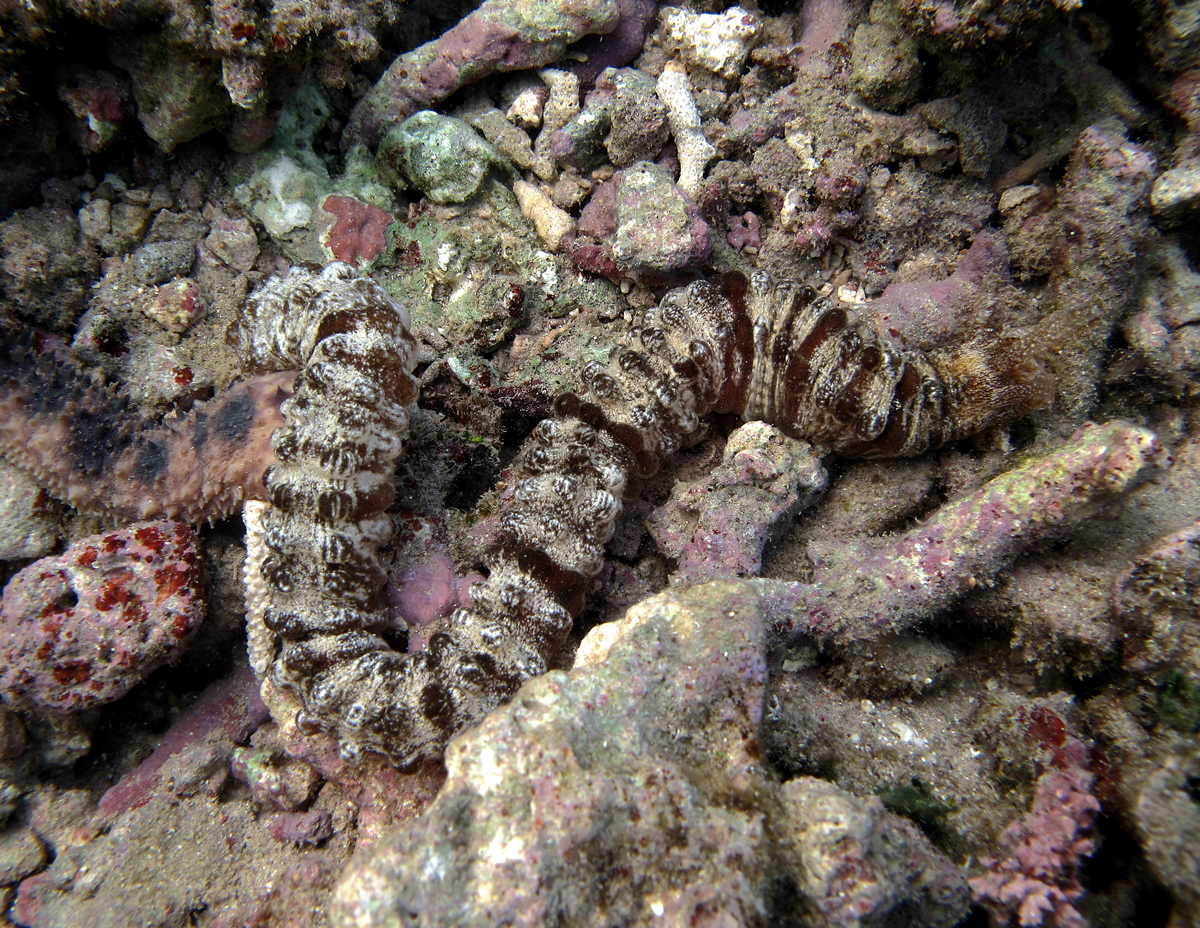
Opheodesoma grisea.
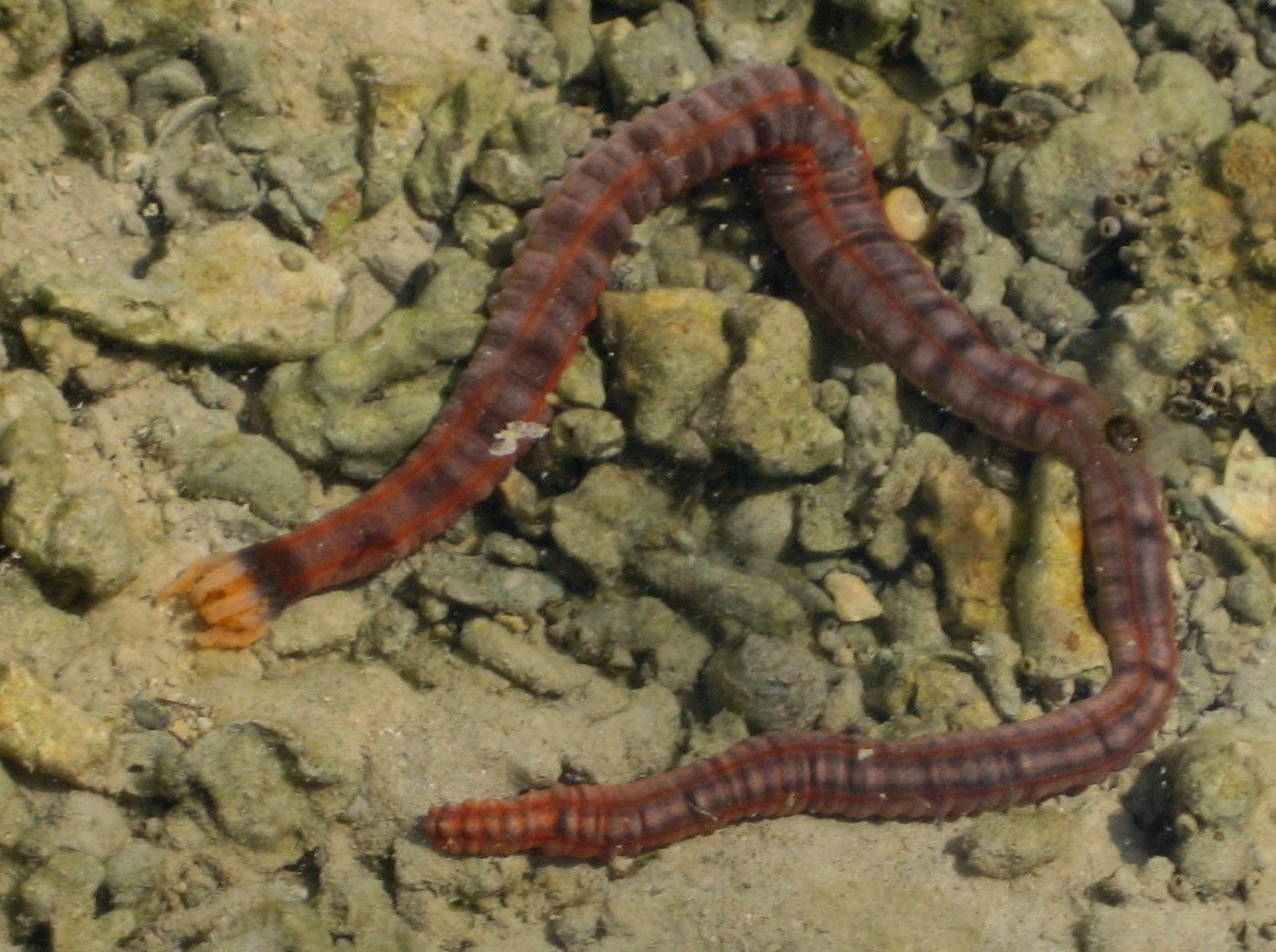
Opheodesoma spectabilis.
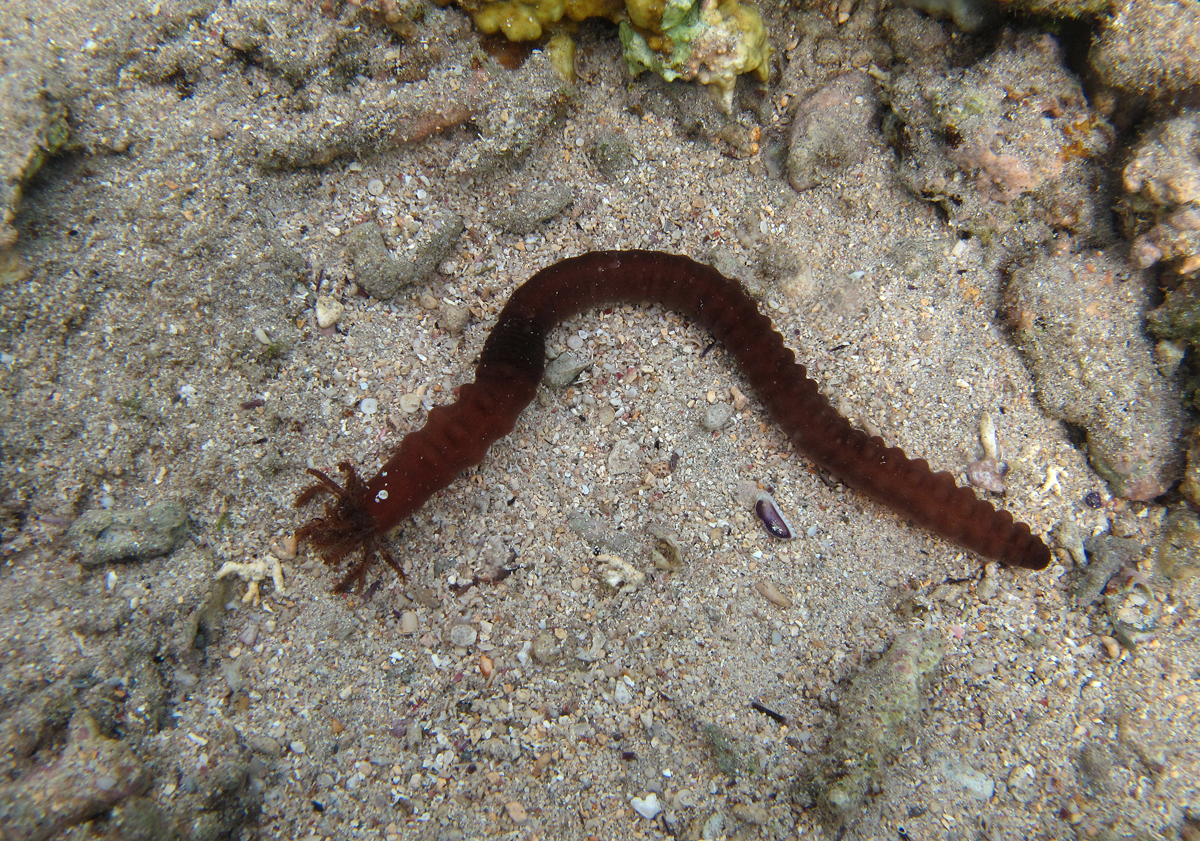
Polyplectana kefersteinii.
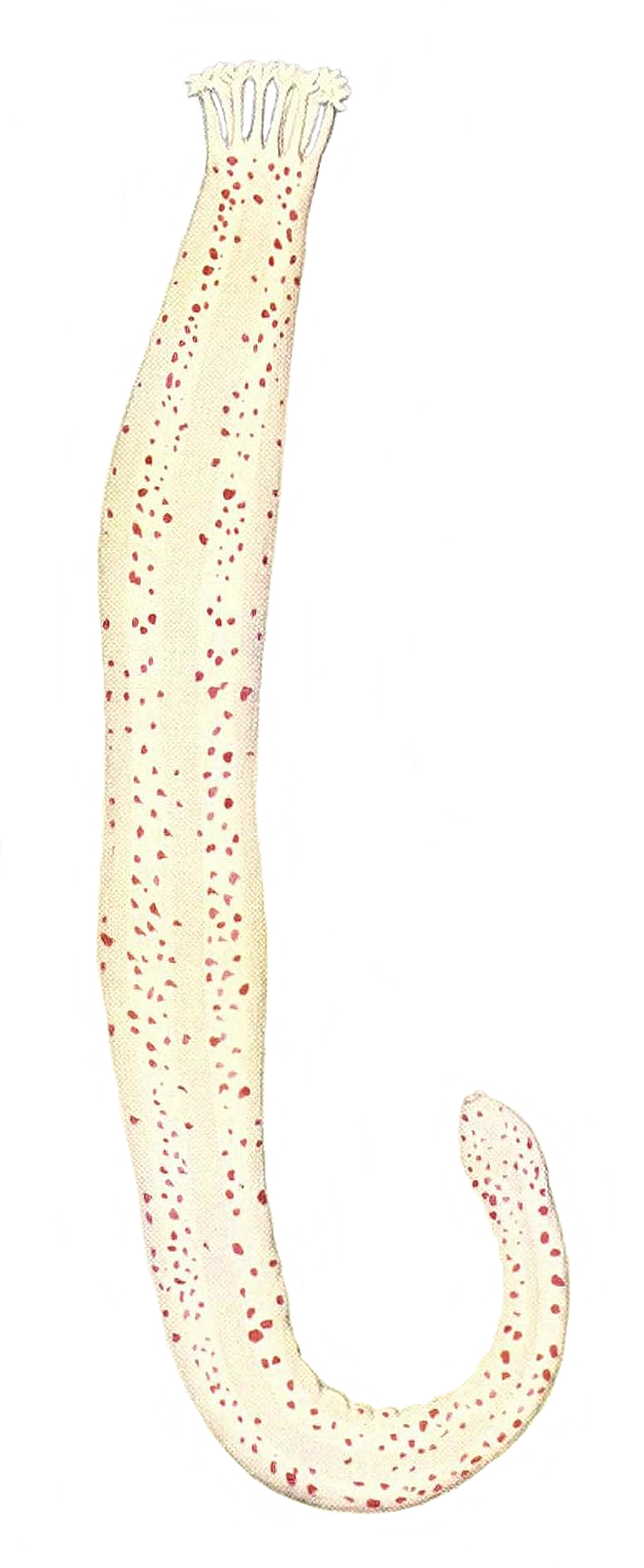
Protankyra verrilli.
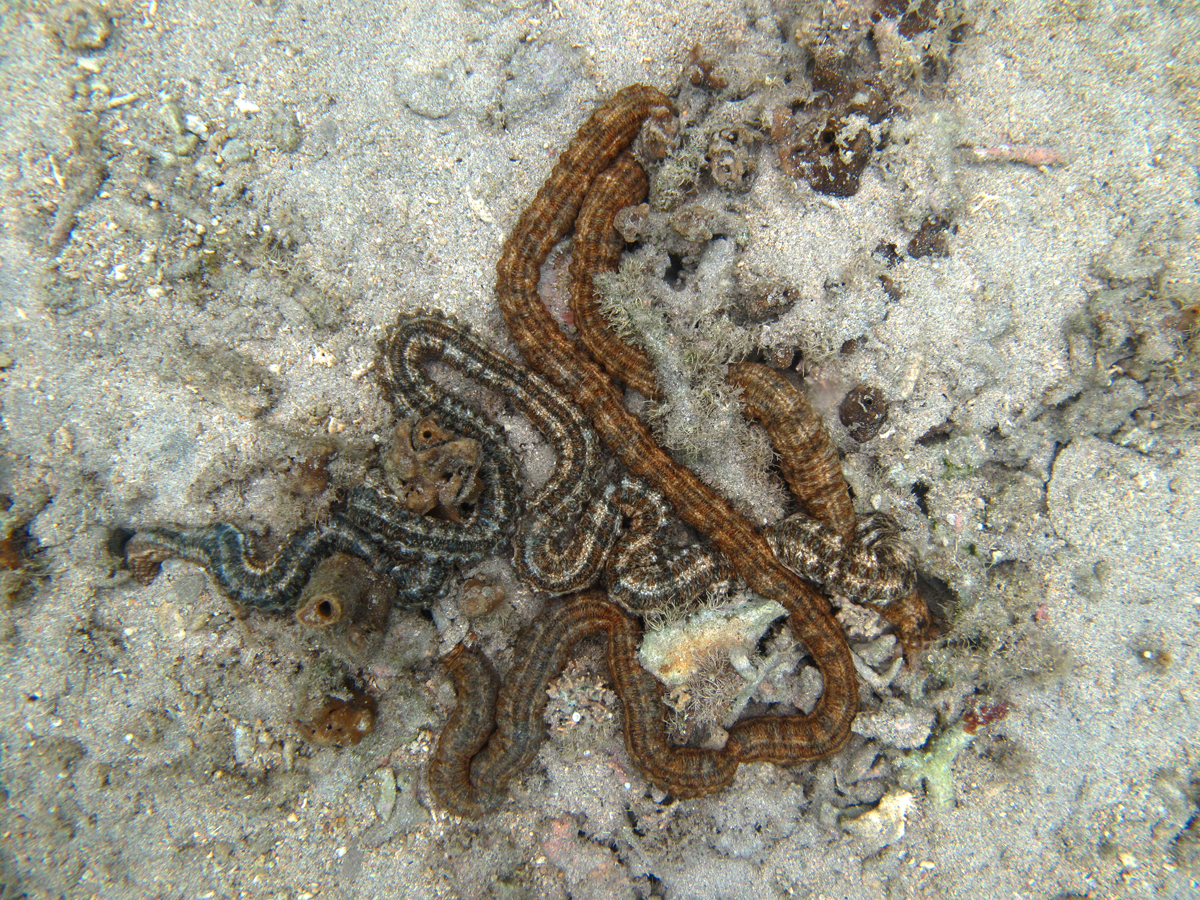
Deux Synapta maculata (« Cordon mauresque ») - plus long échinoderme connu, pouvant atteindre 3 m de long.
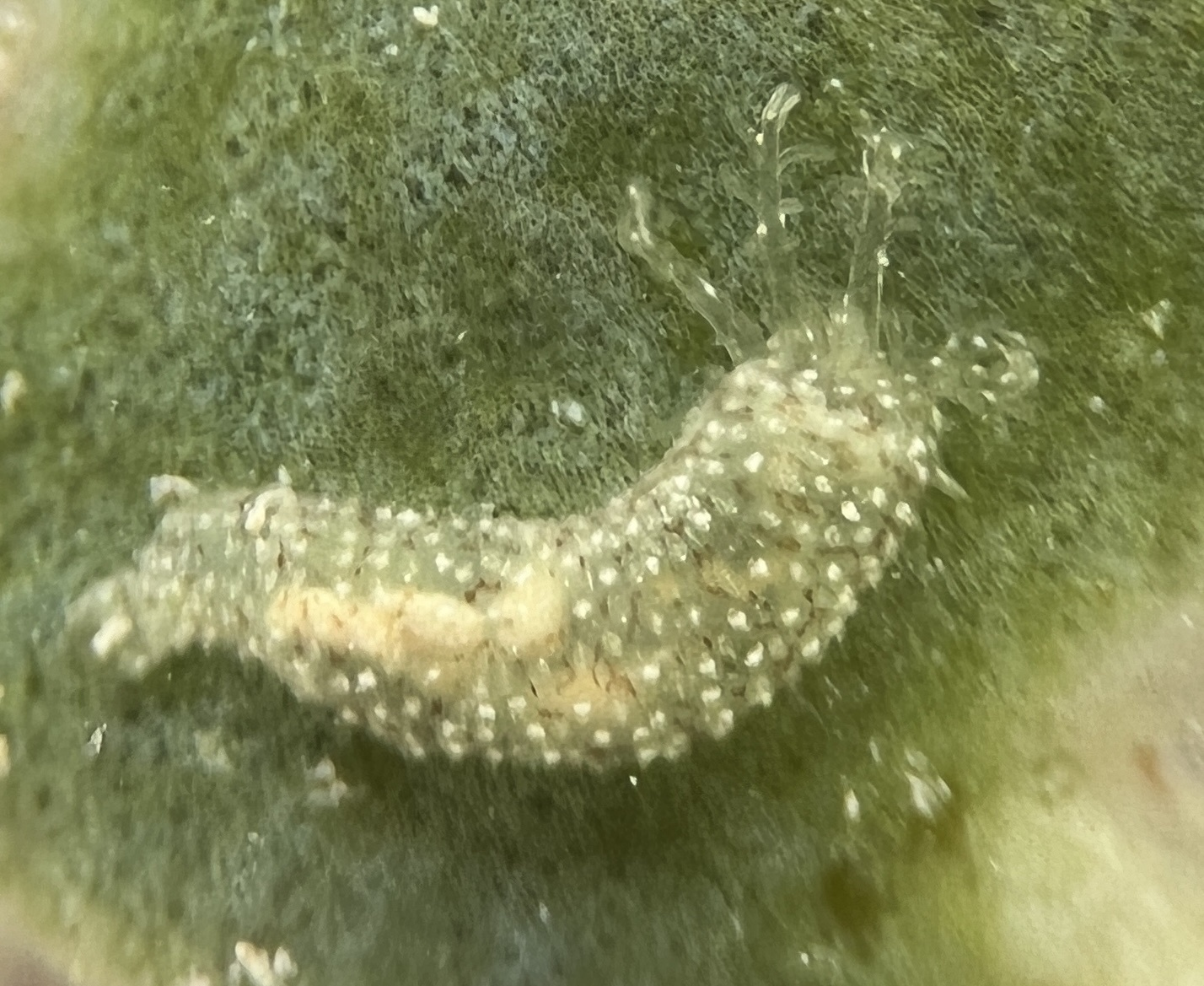
Synaptula hydriformis
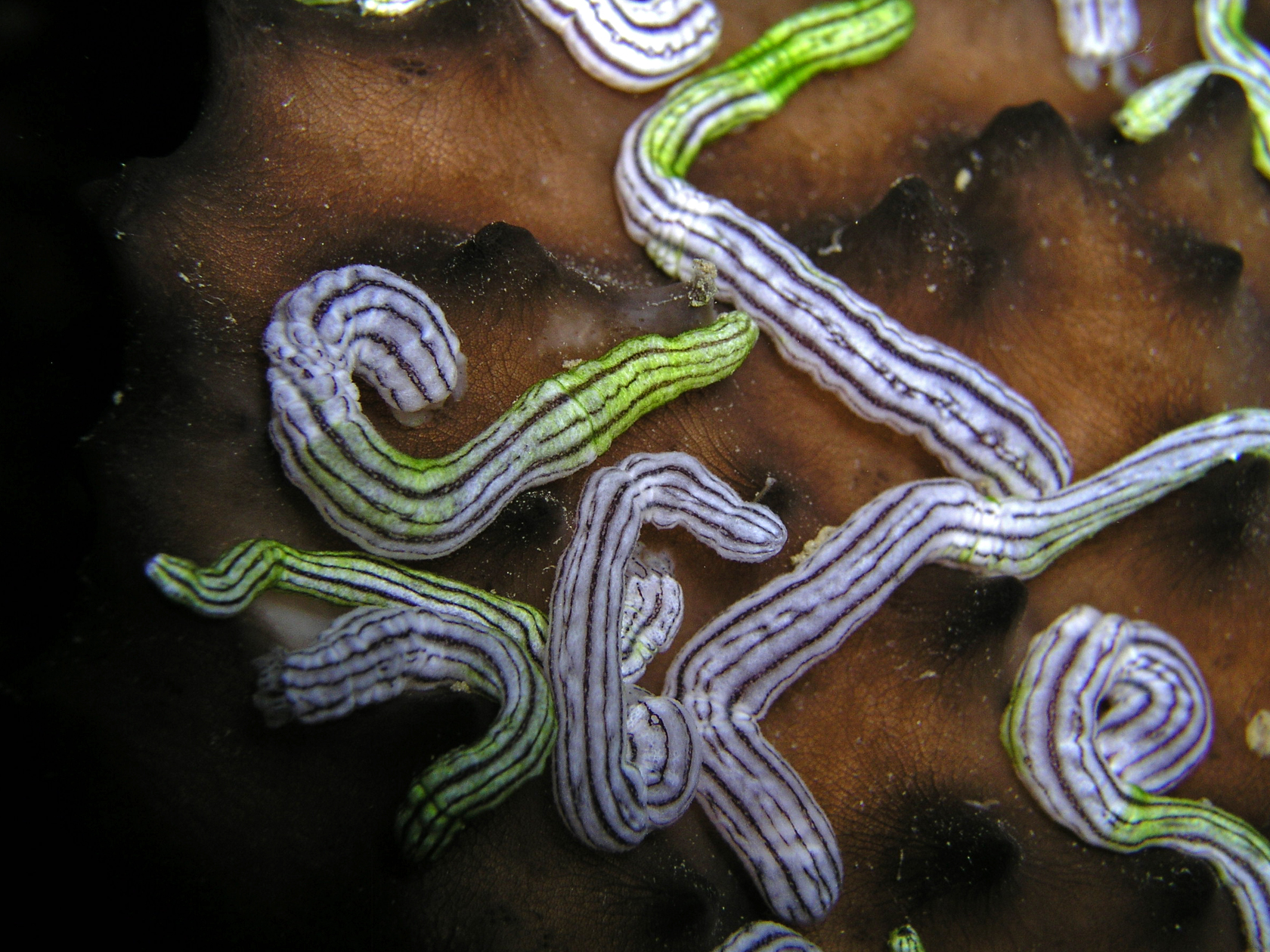
Synaptula lamperti (« Holothurie-serpent miniature »).
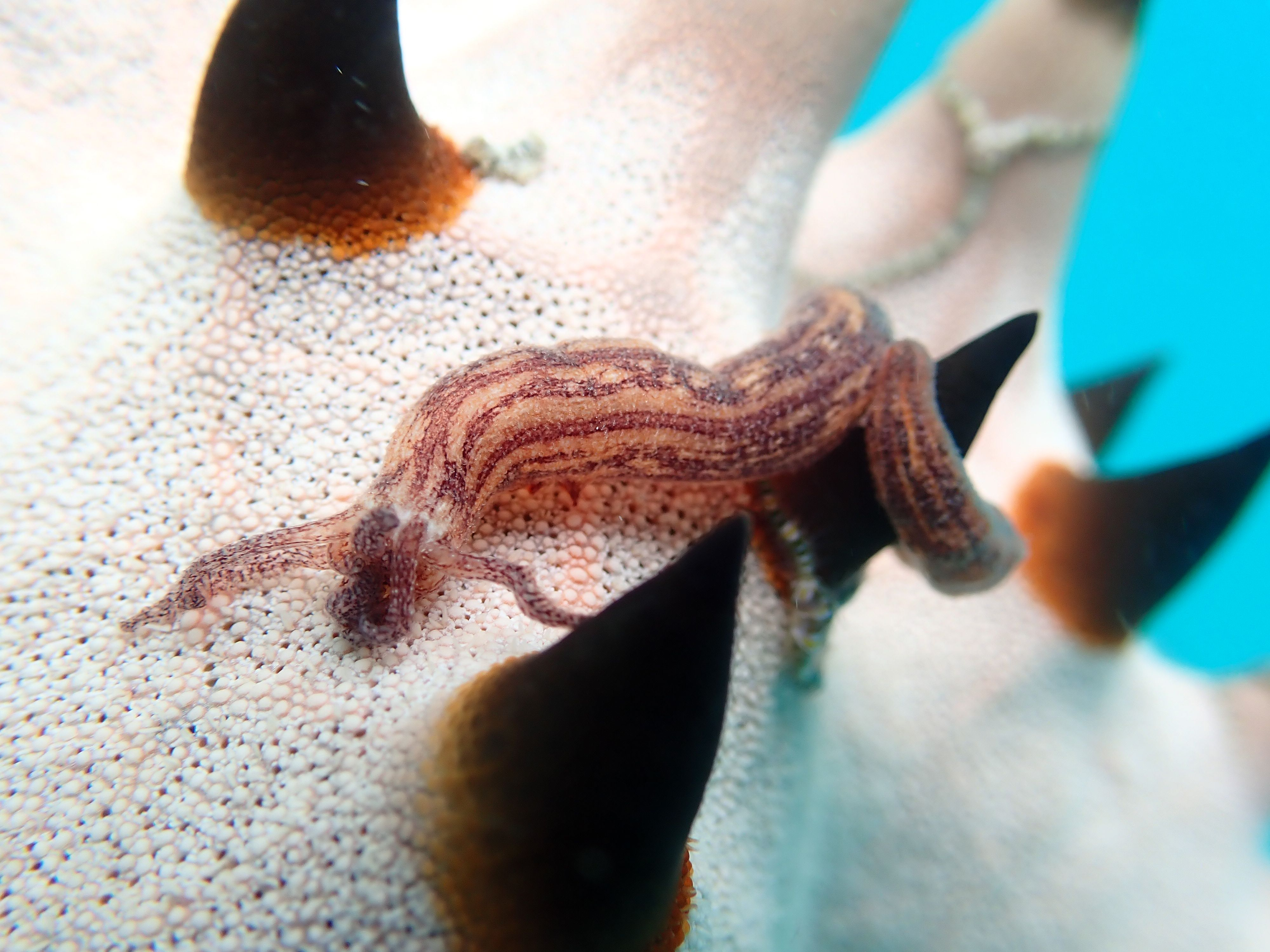
Synaptula media
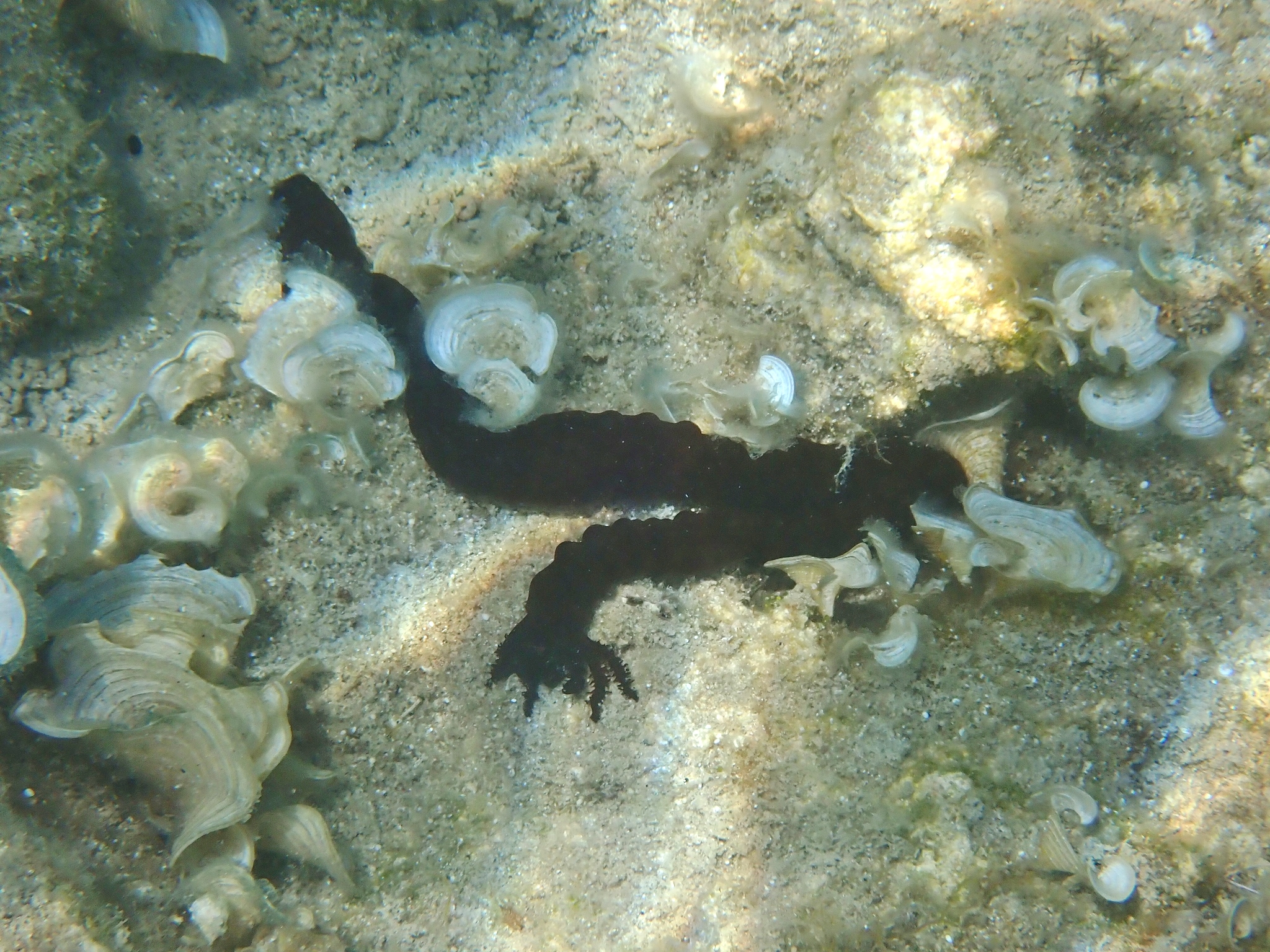
Synaptula reciprocans